# Team 1nP
Team 1nP is een Nederlandse schaatsploeg ontstaan in 2009 toen Michiel Wienese een eigen team wist te starten met stichting 1nP (1e netwerk professionals in de GGZ) met als cosponsor het technische detacheringsbedrijf Engenius. 

## Ontstaan
Team 1nP ontstond in 2009 door proactieve acquisitie van schaatser en manager Michiel Wienese bij bedrijven om het 5e commerciële van Nederland op te richten. De A-teams TVM en Liga van Marianne Timmer en 2 B-teams lieten nog ruimte over voor een kleine commerciële C-licentie volgens technisch directeur Arie Koops van de KNSB. Wienese sloot een samenwerkingsovereenkomst met het gewest Noord-Holland/Utrecht welke hofleverancier werd in seizoen 2009-2010 en startte het team met rijders van NK-niveau zoals Maarten Hitman en Irene Schouten. In het jaar erop groeide het team uit met toptalenten als Hein Otterspeer en Arjen van der Kieft.
De KNSB verleende het team 1nP de proflicentie vanaf 2010-2011 daar waar het in 2009-2010 wel met alle rijders het Nederlands kampioenschap wist te behalen maar nog in de ogen van KNSB bondsbureau geen proflicentie kon afnemen.  Vanaf 2010-2011 toen Wienese wist aan te tonen aan alle eisen te hebben voldaan voor een profploeg, behoorde het team tot de gevestigde orde inclusief alle media aandacht die hoort bij een geregistreerd merkenteam. Dit had een aantrekkende werking op zowel schaatser als trainer, waardoor in 2011-2012 ook trainer Johan de Wit bereid was het team te begeleiden. Bijgaande foto toont het team in het seizoen 2011-2012 met o.a. Lucas van Alphen en Bram Smallenbroek. In maart 2012 kon sponsor 1nP niet verder, door tegenwind in de GGZ, waardoor het team ophield te bestaan. 

### Allround- én sprintploeg (2009-2012)
De visie van Wienese was gebaseerd op enerzijds het sportieve doelstellingen stellen, anderzijds op het genereren van exposureminuten met schaatsers en de magische X factor door sprinters te laten trainen met allrounders waardoor de allrounders feller leerden rijden en de sprinters meer inhoud kweekten voor de middellange sprint. Dit alles met de kernwaarden van vrijheid van het individu, zoals hij ook bij eerder opzetten van schaatsteams in heeft gebracht. Team APPM was daar een voorbeeld van. Door vrijheid centraal te stellen liepen de atleten bewezen minder blessures op en bleven mentaal sterker, iets dat paste in de visie van de gelijknamig sponsor 1nP welke in de geestelijke gezondheidszorg actief is. Dagelijks trainen omdat je het wilt, niet omdat het moet was het credo.  

## Schaatsers
Op volgorde van het jaar van deelname in het team 1nP
- Irene Schouten (2009-2010)
- Maarten Hitman (2009-2010)
- Sanne Delfgou (2009-2010)
- Marit Dekker (2009-2010)
- Mark Ooijevaar (2009-2012)
- Annouk van der Weijden (2009-2011)
- Rutger Tijssen (2010-2011)
- Hein Otterspeer (2010-2011)
- Robbert de Rijk (2010-2011)
- Rens Boekhoff (2010-2011)
- Arjen van der Kieft (2010-2011)
- Johan de Wit (2011-2012)
- Lucas van Alphen (2011-2012)
- Ben Jongejan (2011-2012)
- Bart van den Berg (2011-2012)
- Frank Hermans (2011-2012)
- Thom van Beek (2011-2012)